# Sân bay Serafin Enoss Bertaso
Sân bay Sefarin Enoss Bertaso là một sân bay phục vụ thành phố Chepaco, Brasil.

## Hãng hàng không và tuyến bay
| Hãng hàng không         | Các điểm đến                       |
| ----------------------- | ---------------------------------- |
| Avianca Brazil          | Florianópolis, São Paulo–Guarulhos |
| Azul Brazilian Airlines | Campinas, Porto Alegre             |
| Gol Airlines            | São Paulo–Guarulhos, Florianópolis |